# Trupanea pseudodaphne
Trupanea pseudodaphne är en tvåvingeart som beskrevs av Erich Martin Hering 1942. Trupanea pseudodaphne ingår i släktet Trupanea och familjen borrflugor. Inga underarter finns listade i Catalogue of Life.